# Памятник жертвам Холокоста (Вена)
Памятник австрийским еврейским жертвам Холокоста (нем. Mahnmal für die österreichischen jüdischen Opfer der Schoah) — мемориальное сооружение в Вене, также известное под названием «Безымянная библиотека». Памятник, открытый в 2000 году, расположен на площади Юденплац в первом районе Вены. Данный основной мемориал, посвящённый памяти австрийских жертв Холокоста, был разработан британской художницей Рэйчел Уайтред.

## Концепция и история
Идея мемориала принадлежала известному австрийскому политику и охотнику за нацистами Симону Визенталю, потерявшему свою семью в нацистских концлагерях. Визенталь публично выражал своё несогласие с идеей Мемориала против войны и фашизма на Альбертинаплац, созданного Альфредом Грдличкой в 1988 году — который, по версии политика, изображал жертв Холокоста «в недостойном свете». Визенталь стал инициатором создания комиссии по постройке нового мемориала, посвящённого еврейским жертвам нацистского режима в Австрии. Памятник был построен на средства города при мэре Михаэле Хойпле, после того как проект Рэйчел Уайтред был единогласно выбран международным жюри под руководством архитектора Ханса Холляйна: членами жюри были Михаэль Хойпль, Урсула Пастерк, Амнон Барзель и другие. В конкурсе приняли участие команды художников и архитекторов из Австрии, Израиля, Великобритании и США: среди них были и Вали Экспорт, и Карл Прантл, и Питер Вальдбауэр. В представленных проектах были учтены как технические ограничения участка на Юденплац, так и необходимость включить в памятник мемориальные надписи со списком всех концентрационных лагерей, в которых были убиты австрийские евреи.
Первоначально мемориал планировалось завершить к 9 ноября 1996 года — 58-й годовщине Хрустальной ночи — но окончание работ было отложено на четыре года из-за политических и эстетических противоречий, а также археологических раскопок на месте будущего памятника. Общая сумма расходов Вены составила 160 миллионов шиллингов: в том числе, 8 миллионов — на сам мемориал, 15 — на планирование, 23 — на начало строительных работ, 40 — на структурные мероприятия и 74 — на археологические изыскания в зоне строительства. В итоге, памятник был открыт 25 октября 2000 года — за день до австрийского национального праздника. В церемонии открытия приняли участие президент Австрии Томас Клестиль, мэр Вены Михаэль Хойпль, президент Израильского культурного союза Вены Ариэль Музикант, сам Симон Визенталь, автор Рэйчел Уайтред и многие другие высокопоставленные лица. Мемориал был создан за пять лет до возведения аналогичного берлинского мемориала убитым евреям Европы.
Во время своего визита в Вену в августе 2007 года папа римский Бенедикт XVI отдал дань памяти у мемориала жертвам Холокоста — его сопровождал главный раввин Пауль Хаим Айзенберг.

## Дизайн

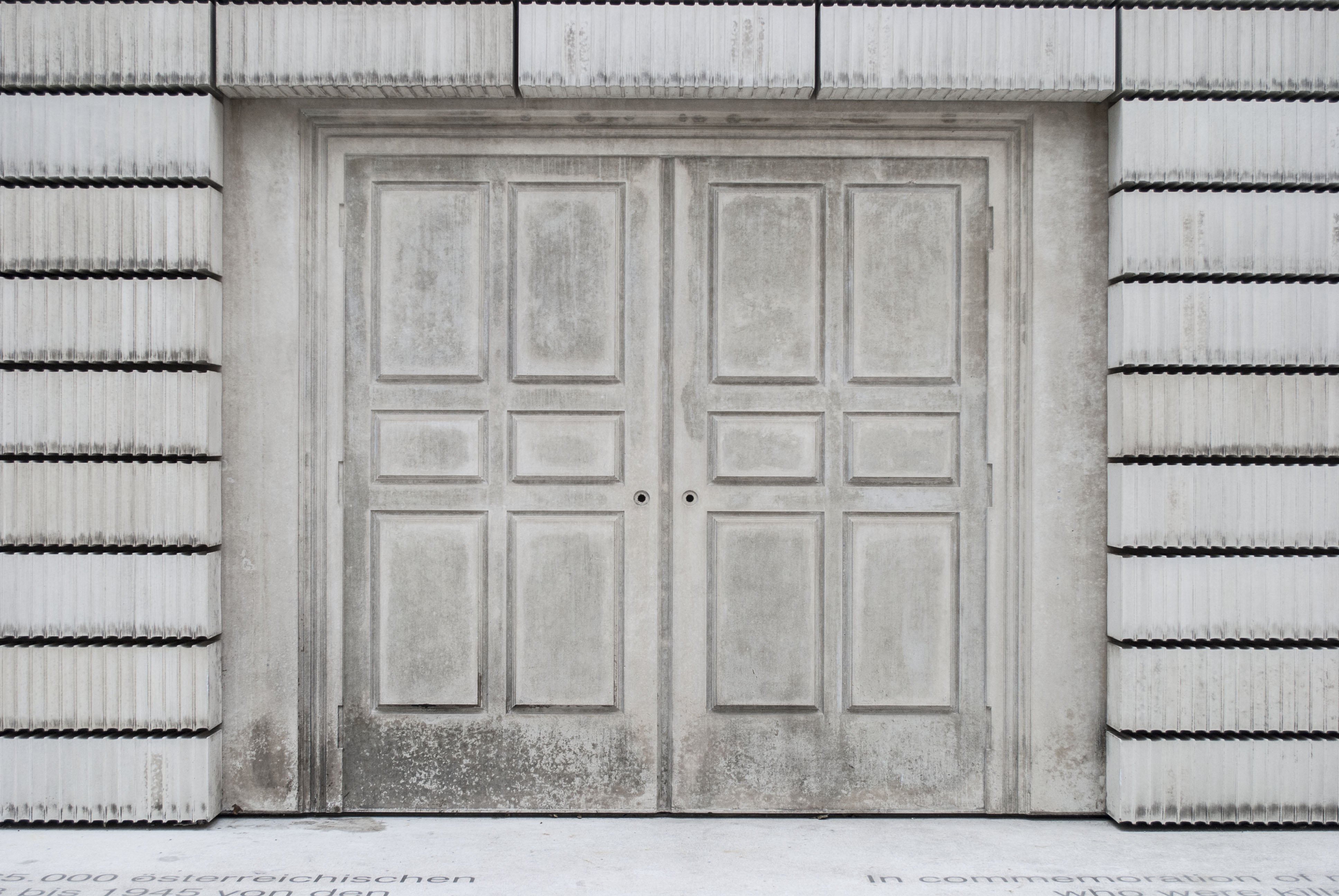
Двери без ручек

Мемориал представляет собой железобетонную конструкцию с основанием в 10 на 7 метров и высотой в 3,8 метра. Внешняя поверхность изображает книги, вывернутые наизнанку, на литых библиотечных полках. Корешки «книг» обращены внутрь и потому не видны — названия томов неизвестны, а их содержание остаётся нераскрытым. Полки мемориала как бы содержат бесконечные копии одного и того же издания, символизирующие огромное количество жертв-евреев («людей книги»). Двойные литые двери «библиотеки» не имеют ручек.
Как произведение искусства, мемориал не должен был быть красивым — поэтому он контрастирует со значительной частью барочного искусства и архитектуры Вены. Члены проектного жюри заметили сходство памятника с бункером (или военным укреплением), ставшим источником вдохновения для художницы. От памятника остаётся ощущение «дискомфорта», который, по задумке автора, должен был спровоцировать у зрителя воспоминание о «суровом» периоде, которому посвящён мемориал: «Этот памятник не должен быть красивым, он должен причинять боль».

## Мемориальные надписи
Названия концентрационных лагерей, в которых погибли жертвы, выгравированы у подножия мемориала: это Аушвиц, Белжец, Берген-Бельзен, Брчко, Бухенвальд, Влодава, Гросс-Розен, Гюрс, Дахау, Заксенхаузен, Замость, Избица, Кайзервальд, Кельце, Каунас, Лагув, Лицманштадт, Люблин, Майданек, Малый Тростенец, Маутхаузен, Минск, Миттельбау / Дора, Модлибожице, Нацвейлер, Ниско, Нойенгамме, Опатув, Ополе, Равенсбрюк, Рейовец, Рига, Саласпилс, Сан Сабба, Собибор, Терезиенштадт, Травники, Треблинка, Флоссенбюрг, Хартхайм, Хелмно, Шабац, Штутхоф, Юнгфернхоф и Ясеновац. Хотя в самих «книгах» нет текста, на основании мемориала имеются надписи: на бетонном полу перед запертыми двойными дверями находится текст на немецком, иврите и английском языках, в котором указывается на преступление Холокоста и предполагаемое число австрийских жертв (65 000 человек).

## Площадь

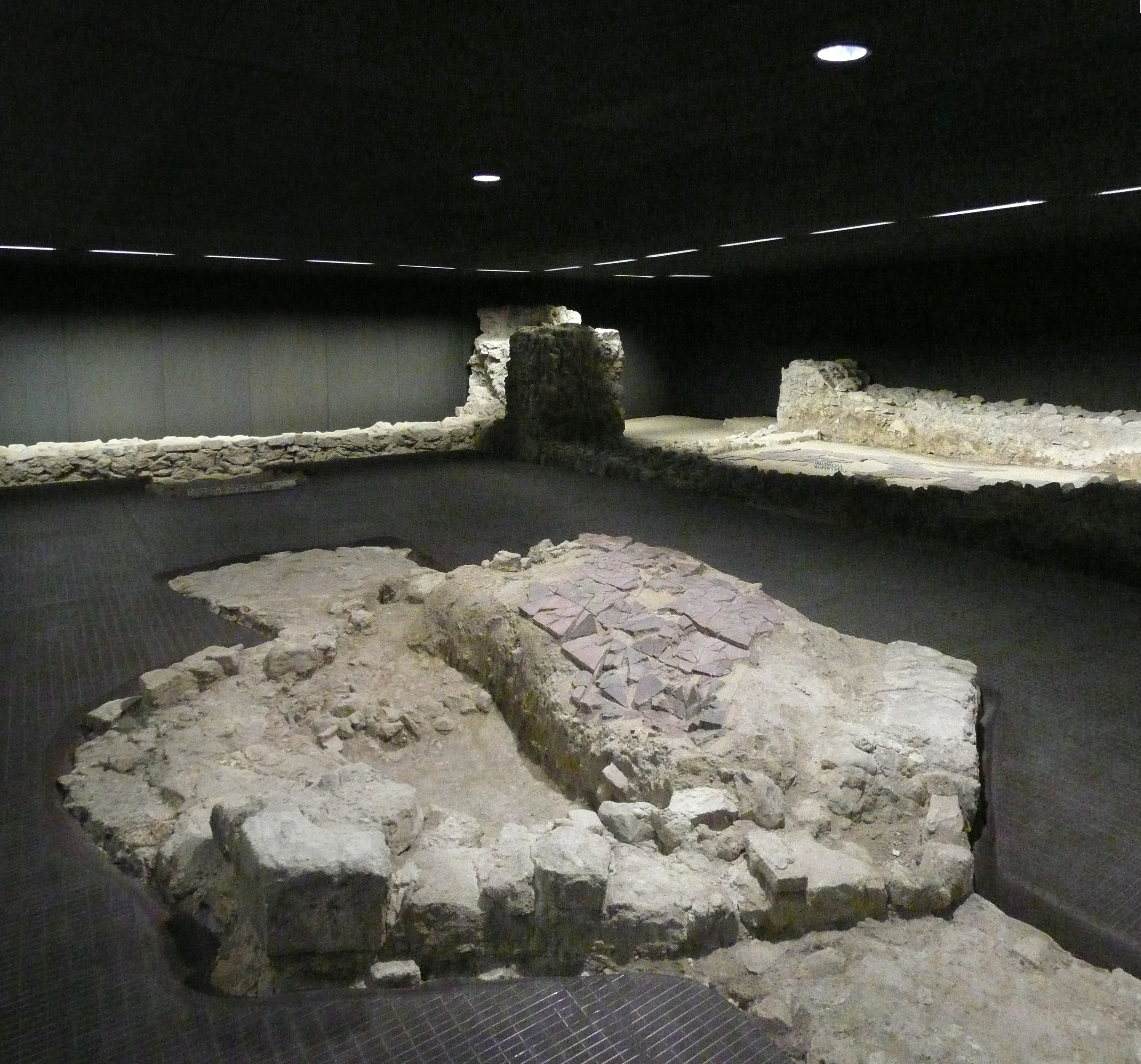
Руины синагоги под памятником

Мемориал Холокоста неразрывно связан с историей площади Юденплац. Квадрат «библиотеки» стоит на месте средневековой синагоги, сожжённой во время «венского Гесера» 1420 года. На первом этаже соседнего дома разместился Архив документации австрийского Сопротивления, созданный в сотрудничестве с Израильским культурным союзом Вены: в нём публике открыты имена и личные данные десятков тысяч убитых австрийских евреев и обстоятельства, приведшие к их гибели. В музее-архиве постоянно проводятся выставки, посвященные истории площади и разрушенной синагоги.